# Jardines del Bosque Garvan

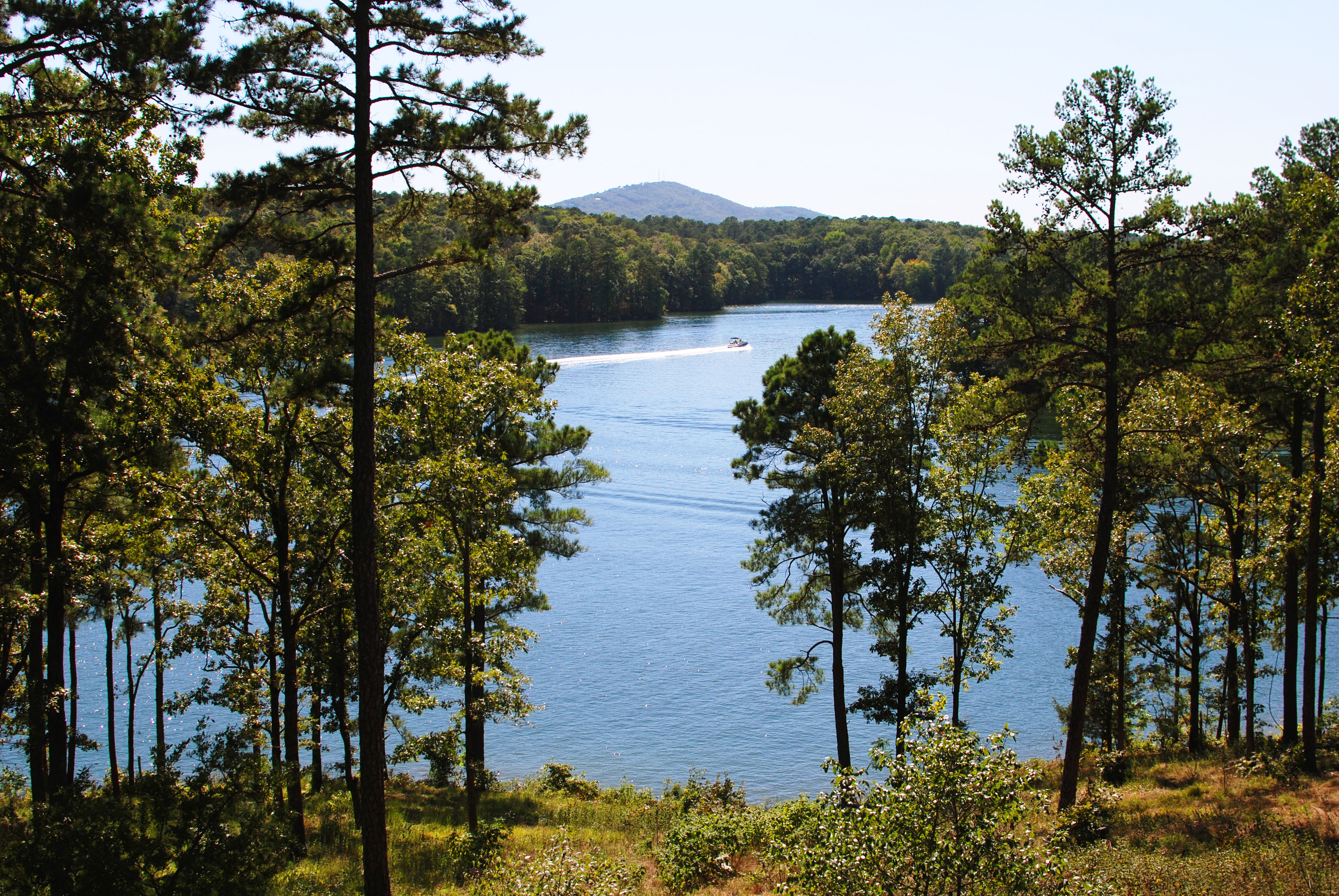
Lago Hamilton visto desde "Garvan Woodland Gardens".

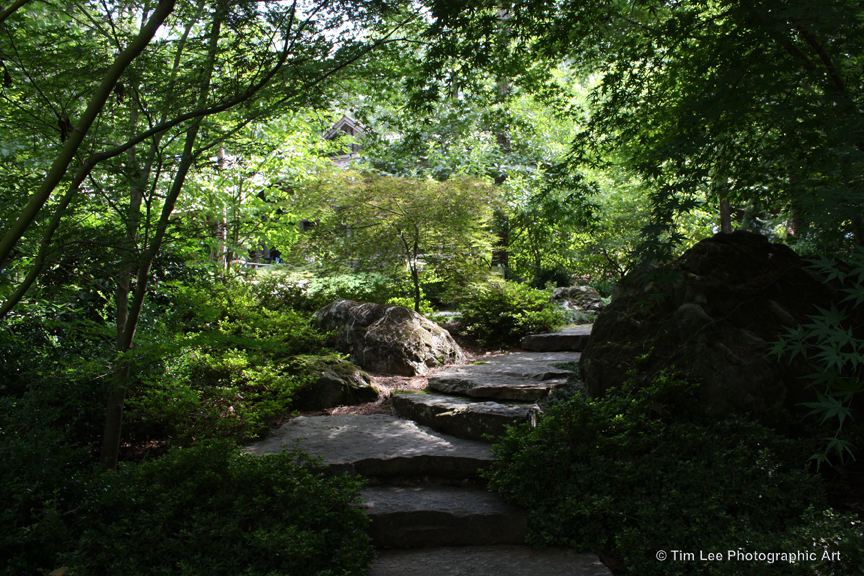
Jardín japonés del "Garvan Woodland Gardens".

El Jardines del Bosque Garvan (en inglés: Garvan Woodland Gardens) es una reconocida atracción turística con jardín botánico de 210 acres (850,000 m²) de extensión, de propiedad y administración de la Universidad de Arkansas, que se encuentra en Hot Springs, EE. UU.

## Localización
El jardín botánico se ubica en una península boscosa con 4.5 millas (7 km) de costa, a él los visitantes pueden acceder desde Lake Hamilton en el Belle of Hot Springs, una barcaza de río restaurada. 
Garvan Woodland Gardens 498 Arkridge Road by the Hot Springs National Park, Hot Springs, Arkansas, Estados Unidos-Estados Unidos.34°26′4.92″N 93°2′44.16″O / 34.4347000, -93.0456000
Se encuentra abierto a diario en los meses cálidos del año pagando una tarifa de entrada.

## Historia
Los jardines fueron iniciados por Verna Cook Garvan, hija de Arthur B. and Louise Cook de Malvern (Arkansas). Mr. Cook dirigió las Compañías "Wisconsin-Arkansas Lumber Co." y la "Malvern Brick and Tile Company" hasta su muerte en 1934. 
Al poco de la muerte de su padre, Mrs. Garvan tomó el control de las empresas, convirtiéndose en una de las primeras CEO mujer del mayor negocio manufacturero sureño y trabajó en este empeño hasta su retiro en 1970. 
Los terrenos del jardín fueron adquiridos en la década de 1920 después de una limpieza de los terrenos en 1915. En 1956, Mrs. Garvan comenzó a desarrollar la finca como un jardín y durante los siguientes cuarenta años plantó miles de especímenes. Después de su muerte, Mrs. Garvan legó la propiedad al "Department of Landscape Architecture" (Departamento de Arquitectura del Paisaje) a través de una fundación de la Universidad de Arkansas.

## Colecciones
El jardín botánico alberga:
- Formaciones rocosas inclinadas, reminiscencias de las cercanas  Montañas Ouachita, con algunas de sus 15 especies de plantas  endémicas tal como Sabatia arkansana, Valerianella nuttallii, Liatris compacta y Quercus acerifolia.[1]
- Paisajes florales, arroyos, y cascadas en un bosque natural.
- Jardín japonés, con especies de aceres, peonias, y coníferas japonesas.
- Rocalla
- Jardines de lechos florales

En sus colecciones se cultivan cientos de raros arbustos y árboles, incluyendo camelias, magnolias, rosas, y con más de 160 diferentes variedades de azaleas.